# جرمی تولیان
جرمی آیزایاه ریچارد تولیان (آلمانی: Jeremy Isaiah Richard Toljan؛ زادهٔ ۸ اوت ۱۹۹۴) بازیکن فوتبال اهل آلمان است که در پست دفاع راست برای باشگاه فوتبال ساسوئولو بازی می‌کند.